# Abattoir Blues / The Lyre of Orpheus
Abattoir Blues / The Lyre of Orpheus é o décimo terceiro álbum de estúdio da banda Australiana de rock alternativo Nick Cave and the Bad Seeds, lançado em 20 de Setembro de 2004 na Mute Records. É um álbum duplo com um total de dezessete faixas, sendo nove no Abattoir Blues e oito no The Lyre of Orpheus.

## História
O álbum foi produzido por Nick Launay no estúdio Ferber em Paris entre Março e Abril de 2004. Nick Cave usou a seguinte formação dos The Bad Seeds: Mick Harvey, Thomas Wydler, Martyn Casey, Conway Savage, Jim Sclavunos, Warren Ellis e James Johnston. Foi o primeiro álbum do grupo aonde Blixa Bargeld não participou – Johnstonficou no lugar dele. Cave decidiu dividir a bateria para dois, Sclavunos no Abattoir Blues e Wydler no The Lyre of Orpheus. De acordo com Launay, o álbum ficou completo em doze dias .
O lançamento do álbum foi promovido com o Abattoir Blues Tour, por onde viajou pela Europa entre 2 de Novembro até 5 de Dezembro. Em Janeiro de 2007 um álbum duplo ao vivo e um DVD foi lançado como The Abattoir Blues Tour. A última faixa de Abattoir Blues / The Lyre of Orpheus, "O Children", foi incluído no filme de 2010 Harry Potter and the Deathly Hallows – Part 1, e a canção é referenciada como uma conquista no jogo Lego Harry Potter: Years 5–7. Em Março de 2005, para complementar o sucesso do álbum duplo, Nick Cave and the Bad Seeds lançou B-Sides & Rarities, um álbum triplo, 56 faixas de A-sides e B-sides, raridades, e faixas que apareceram em trilha sonoras de filmes.

## Recepção crítica
| Críticas profissionais | Críticas profissionais      |
| Pontuações agregadas   | Pontuações agregadas        |
| Fonte                  | Avaliação                   |
| ---------------------- | --------------------------- |
| Metacritic             | 88/100                      |
| Avaliações da crítica  |                             |
| Fonte                  | Avaliação                   |
| AllMusic               | [ 3 ]                       |
| Blender                | [ 4 ]                       |
| Entertainment Weekly   | A−                          |
| The Guardian           | [ 6 ]                       |
| Mojo                   | [ 7 ]                       |
| NME                    | 9/10                        |
| Pitchfork Media        | 7.6/10 (2004) 9.0/10 (2012) |
| Q                      | [ 11 ]                      |
| Rolling Stone          | [ 12 ]                      |
| Spin                   | B                           |

O álbum recebeu 88 de um total de 100 no Metacritic, indicando "aclamação universal".
Susan Carpenter do Los Angeles Times descreveu Abattoir Blues / The Lyre of Orpheus como "uma recompensa de rock gótico" e notou que "os números mais condutores e ameaçadores foram separados das lentas e indecentes em um álbum duplo que não aparenta ter sido dividido no meio, mas sim dois álbuns distintos lançados de forma simultânea em uma embalagem só." Thom Jurek do AllMusic descreveu Abattoir Blues como "um álbum de rock & roll... banhado em pathos, volume dobrado, cheio de pontos críticos, punição – e gosto" e The Lyre of Orpheus como "muito mais quieto, um relacionamento mais elegante... mais conscientemente contido, sua atenção em montar um gosto mais teatral é mais prevalente.". Greg Simpson do Punknews.org disse que Abattoir Blues "é bem levado ao blues mesmo, um álbum de rock and roll com bastante canções raivosas e linhas de baixo pesadas," enquanto The Lyre of Orpheus "insiste em ser um álbum separado, por causa de seu jeito completamente diferente e mais gentil."
Em uma crítica de cinco estrelas, Tiny Mix Tapes escreveu que por mais que Abattoir Blues / The Lyre of Orpheus "possa não ser o melhor jeito de se introduzir" a banda, "este álbum recompensa qualquer fã com um pouco de tudo que eles tem a oferecer." Paste deu ao álbum 8 de 10 e disse: "Tirando o poder da música e das letras, o set desenhado por Cave demonstra seu persona [...]".
O site Pitchfork Media colocou Abattoir Blues / The Lyre of Orpheus na 180ª posição em sua lista dos 200 melhores álbuns dos anos 2000.  O álbum também foi incluído no livro 1001 Albums You Must Hear Before You Die.

## Paradas
Seu pico foi a 5ª posição na ARIA Albums Chart. O álbum ficou em primeiro lugar na Noruega, em segundo lugar na Áustria e Dinamarca, e em décimo na Bélgia, Finlândia, Itália, Países Baixos, Portugal e Suécia. O álbum atingiu o primeiro lugar na Foreign Albums Chart, na Grécia, aonde também recebeu um certificado de ouro.

## Lista de faixas
Todas as faixas escritas e compostas por Nick Cave a não ser que esteja escrito. 
| Disco um: Abattoir Blues |                                                                                |         |  |
| N.º                      | Título                                                                         | Duração |  |
| 1.                       | "Get Ready for Love" (Nick Cave, Warren Ellis, Martyn P. Casey, Jim Sclavunos) | 5:05    |  |
| 2.                       | "Cannibal's Hymn"                                                              | 4:54    |  |
| 3.                       | "Hiding All Away"                                                              | 6:31    |  |
| 4.                       | "Messiah Ward"                                                                 | 5:14    |  |
| 5.                       | "There She Goes, My Beautiful World"                                           | 5:17    |  |
| 6.                       | "Nature Boy" (Cave, Ellis, Casey, Sclavunos)                                   | 4:54    |  |
| 7.                       | "Abattoir Blues" (Cave, Ellis)                                                 | 3:58    |  |
| 8.                       | "Let the Bells Ring" (Cave, Ellis)                                             | 4:26    |  |
| 9.                       | "Fable of the Brown Ape"                                                       | 2:45    |  |
| Duração total:           | Duração total:                                                                 | 43:05   |  |

| Disco dois: The Lyre of Orpheus |                                                       |         |  |
| N.º                             | Título                                                | Duração |  |
| 1.                              | "The Lyre of Orpheus" (Cave, Ellis, Casey, Sclavunos) | 5:36    |  |
| 2.                              | "Breathless"                                          | 3:13    |  |
| 3.                              | "Babe, You Turn Me On"                                | 4:21    |  |
| 4.                              | "Easy Money"                                          | 6:43    |  |
| 5.                              | "Supernaturally"                                      | 4:37    |  |
| 6.                              | "Spell" (Cave, Ellis, Casey, Sclavunos)               | 4:25    |  |
| 7.                              | "Carry Me"                                            | 3:37    |  |
| 8.                              | "O Children"                                          | 6:51    |  |
| Duração total:                  | Duração total:                                        | 39:25   |  |

## Integrantes
Todas as informações sobre os integrantes do Abattoir Blues / The Lyre of Orpheus estão escritos no encarte do mesmo.
| Nick Cave and the Bad Seeds - Nick Cave – vocal, piano, produção, mixagem - Mick Harvey – guitarra, produção, mixagem - Warren Ellis – violino, bandolim, bouzouki, flauta, produção, mixagem - Martyn P. Casey – baixo, produção - Conway Savage – piano, produção - James Johnston – órgão - Jim Sclavunos – baterias em Abbattoir Blues, percussão, produção - Thomas Wydler – baterias em The Lyre of Orpheus, percussão, produção Músicos convidados - Åse Bergstrøm – Vocal de apoio - Donovan Lawrence – Vocal de apoio - Geo Onayomake – Vocal de apoio | Músicos convidados (continuando) - Lena Palmer – Vocal de apoio - Stephanie Meade – Vocal de apoio - Wendy Rose – Vocal de apoio Equipe técnica - Nick Launay – produção, mixagem, engenheiro de som - Lars Fox – editor de áudio - Ian Cooper – masterização Equipe de design - Tom Hingston – design, arte - David Hughes – fotografia - Delphine Ciampi – fotografia |

## Posição nas paradas
| Paradas (2004)                  | Posição em pico |
| ------------------------------- | --------------- |
| Austrian Top 40                 | 2               |
| Australian ARIA Albums Chart    | 5               |
| Belgian Albums Chart (Vl)       | 4               |
| Belgian Albums Chart (Wa)       | 14              |
| Danish Albums Chart             | 2               |
| Dutch Top 100                   | 7               |
| Finnish Albums Chart            | 6               |
| French SNEP Albums Chart        | 19              |
| German Albums Chart             | 7               |
| Greek Albums Chart              | 1               |
| Irish Albums Chart              | 4               |
| Italian FIMI Albums Chart       | 3               |
| New Zealand RIANZ Top 40        | 11              |
| Norwegian Albums Chart          | 1               |
| Portuguese AFP Albums Chart     | 4               |
| Swedish Albums Chart            | 3               |
| Swiss Hitparade Albums Chart    | 12              |
| UK Albums Chart                 | 11              |
| US Billboard 200                | 126             |
| US Billboard Heatseekers Albums | 2               |
| US Billboard Independent Albums | 10              |

| Ano                                                 | Single                                            | Pico nas paradas | Pico nas paradas | Pico nas paradas | Pico nas paradas | Pico nas paradas | Pico nas paradas |
| Ano                                                 | Single                                            | ES               | FIN              | GER              | IRL              | ITA              | UK               |
| --------------------------------------------------- | ------------------------------------------------- | ---------------- | ---------------- | ---------------- | ---------------- | ---------------- | ---------------- |
| 2004                                                | "Nature Boy"                                      | —                | 16               | 89               | 43               | 17               | 37               |
| 2004                                                | "Breathless / There She Goes, My Beautiful World" | —                | —                | —                | —                | —                | 45               |
| 2005                                                | "Get Ready for Love"                              | 20               | —                | —                | —                | —                | 62               |
| "—" indica que o lançamento não entrou nas paradas. |                                                   |                  |                  |                  |                  |                  |                  |